# Carl Heinrich Willink
Carl Heinrich Willink (* 28. Oktober 1807 in Hoffnungsthal; † 12. September 1875 in Lokstedt) war ein Hamburger Kaufmann und Politiker.

## Leben

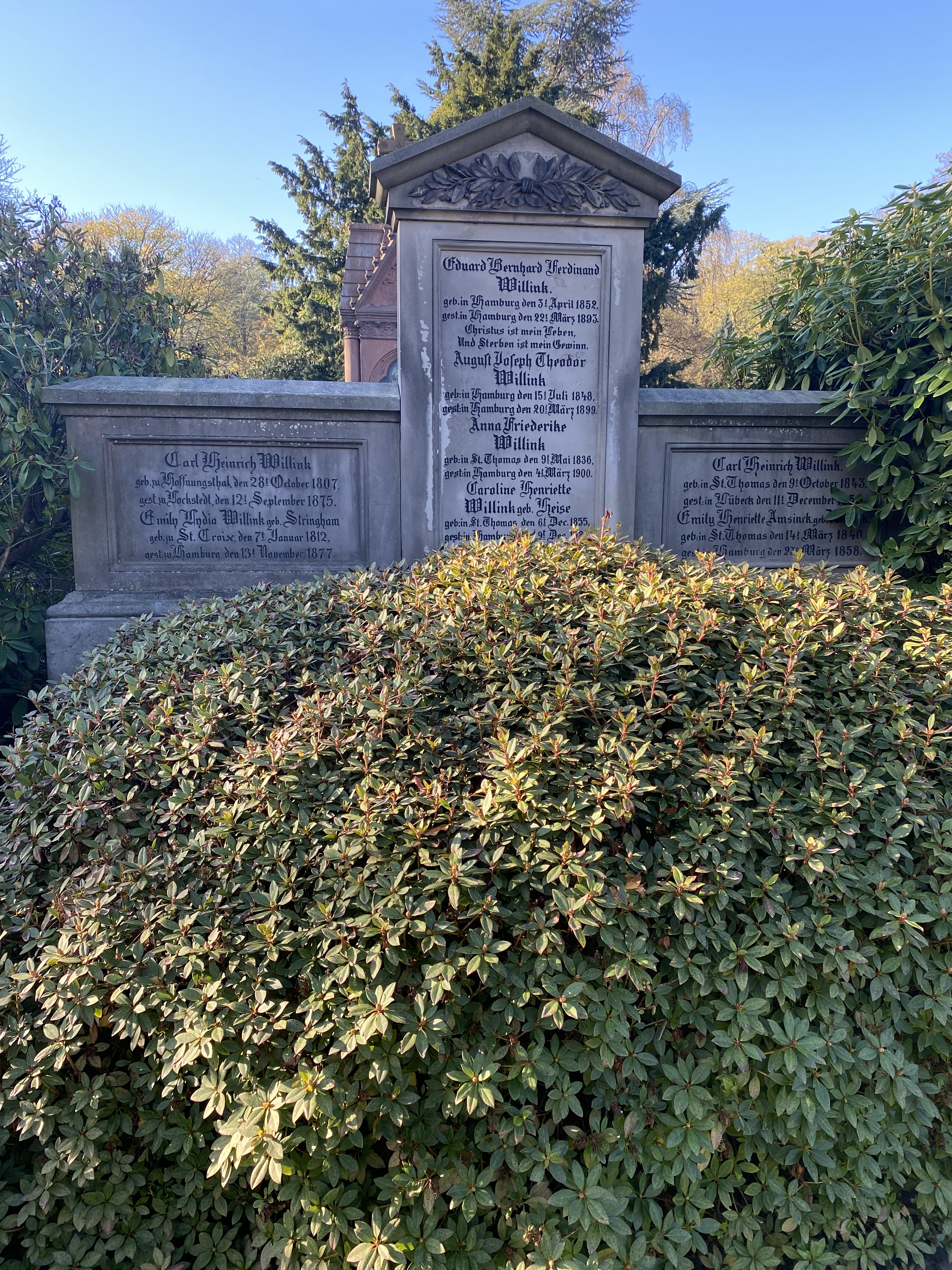
Familiengrabstätte

Willink lebte von 1832 bis 1845 in St. Thomas, Dänisch-Westindien und war dort Teilhaber der Firma Schön, Willink & Co., die ihm zusammen mit August Joseph Schön gehörte.
Er wurde anschließend Mitinhaber der Hamburger Firma Aug. Jos. Schön & Co. und kehrte um 1849 nach Hamburg zurück. Neben seiner beruflichen Tätigkeit war Willink in der kommunalen Selbstverwaltung engagiert.
1856 und 1857 wirkte er als Handelsrichter, von 1858 bis 1864 war er Mitglied der Finanzdeputation, der Teerhofdeputation und der Feuerkassendeputation.
Von 1859 bis 1871 gehörte Willink der Hamburgischen Bürgerschaft an. Er verstarb im Alter von 67 Jahren im damals noch preußischen Lokstedt und wurde in der Familiengrabstätte auf dem Alten Niendorfer Friedhof beigesetzt.
Um 1850 erwarb Willink Grundbesitz in Lokstedt und ließ sich dort ein Landhaus errichten. 1898 erhielt eine Straße in der Nähe den Namen Willinks Park. Sie existiert noch heute.

## Familie
Willinks Tochter Emily Henriette Willink (14. März 1840 – 27. März 1858) heiratete am 28. Mai 1857 den Bankier Wilhelm Amsinck. Am 7. November 1863 heiratete eine weitere Tochter Willincks, Laetitia Sophie Willink den verwitweten Schwager Wilhelm Amsinck. Ein Enkel war der spätere Bankier Hermann Willink (1879–1965).